# Capital (departamento de La Pampa)
Capital é um departamento da província de La Pampa, na Argentina.